# Lance Comfort
Lance Comfort (* 11. August 1908 in London-Harrow als Lancelot Foster Comfort; † 25. August 1966 in Worthing, Grafschaft Sussex) war ein britischer Filmregisseur.

## Leben
Comfort begann seine Laufbahn 1926 als Trickkameramann für medizinische Lehrfilme. Im Jahr darauf lässt sich bei Die treue Nymphe (The Constant Nymph) seine erste Arbeit als Trickfilm-Kameramann beim Kinospielfilm belegen. 1932 holte ihn die Firma Stoll Pictures als Tontechniker zu sich, 1936 wechselte er in den Aufgabenbereich eines „technical supervisor“. Hier lernte er vom Kollegen John Baxter alles über die Regie-Führung.
Nach weiteren fünf Jahren ließ man ihn zum Jahresbeginn 1941 erstmals Regie führen. Schon sein Einstand versprach eine interessante Karriere. Kurz hintereinander adaptierte der 33-jährige Brite zwei Romanstoffe für den Film, C. E. Vulliamys Quäker-Drama William Penn als Der Gouverneur von Pennsylvanien und A. J. Cronins Hatter's Castle (in Deutschland: Der Hutmacher und sein Schloß). In beiden dramatischen Stoffen mit historischem Handlungshintergrund übernahm die blutjunge Deborah Kerr zwei ihrer ersten Hauptrollen. Während jedoch der Erstling Penn of Pennsylvania – ein typisches Produkt seiner Zeit: der Versuch, das enge Band zwischen England und dem zukünftigen Alliierten USA im Weltkriegsjahr 1941 zu beschwören – eher enttäuschte und trotz eines gewissen Aufwands schlechte Kritiken erhielt, sorgte die letztgenannte Verfilmung für eine eher positive Resonanz.
Trotz dieses ambitionierten Karrierestarts musste sich Comfort in der Folgezeit mit Regieaufträgen für nahezu durchgehend simple und zumeist billig hergestellte Routineunterhaltung begnügen. Allenfalls seine Verfilmung von Bedelia, eines Romans von Vera Caspary, im Jahre 1946 ein großer Kassenhit, und die im Jahr darauf umgesetzte Adaption eines Romans von Georges Simenon, der Kriminalstoff Hafen der Versuchung, verdienen ein wenig Beachtung. Comforts andere Inszenierungen waren meist Kriminal- und Gruselfilme, er drehte aber auch mehrere dramatische und melodramatische Stoffe sowie einige wenige Komödien.
Gegen Ende seiner Karriere hatte Lance Comfort auch mehrfach für das Fernsehen gearbeitet. So inszenierte er beispielsweise diverse Folgen der Serie Douglas Fairbanks jr. Presents, an deren Produktion er ebenfalls teilhatte. Ein weiterer moderater Erfolg mit Comfort als Serienregisseur war 1958 Ivanhoe mit dem nachmaligen James-Bond-Darsteller Roger Moore als Titelhelden.

## Filmografie (Auswahl)

### Als Regisseur
- 1942: Der Gouverneur von Pennsylvanien (Penn of Pennsylvania)
- 1942: Der Hutmacher und sein Schloß (Hatter’s Castle)
- 1942: Those Kids from Town
- 1943: Squadron Leader X
- 1943: When We Are Married
- 1943: Old Mother Riley Detective
- 1943: Escape to Danger
- 1944: Hotel Reserve
- 1945: Great Day
- 1946: Bedelia
- 1947: Hafen der Versuchung (Temptation Harbour)
- 1948: Tochter der Finsternis (Daughter of Darkness)
- 1949: Das schweigende Dunkel (Silent Dust)
- 1950: Portrait of Clare
- 1953: The Genie
- 1953: The Girl on the Pier
- 1953: The Triangle
- 1953–1957: Douglas Fairbanks, Jr., Presents (Fernsehserie, 19 Folgen)
- 1954: Eight O’Clock Walk
- 1954: Bang! You’re Dead
- 1954: The Last Moment
- 1956: Der Mann, der sich selbst verlor (The Man in the Road)
- 1956–1957: Assignment Foreign Legion (Fernsehserie, 9 Folgen)
- 1957: Wire Service (Fernsehserie, Folge 1x18)
- 1957: Dann schweigen die Pistolen (Man From Tangier)
- 1957: Schreie der Angst (At the Stroke of Nine)
- 1957: Face in the Night
- 1957: Des Königs Vagabund (The Gay Cavalier, Fernsehserie, 10 Folgen)
- 1957–1958: The New Adventures of Martin Kane (Fernsehserie, 10 Folgen)
- 1958: Ivanhoe (Fernsehserie, 7 Folgen)
- 1959: Make Mine a Million
- 1959: The Ugly Duckling
- 1961: The Breaking Point
- 1961: Vergeudetes Leben (Rag Doll)
- 1961: Der Mann, der den Mord vergaß (Pit of Darkness)
- 1961: Touch of Death
- 1962: Die Dirne Jo (The Painted Smile)
- 1962: Morgen um zehn (Tomorrow at Ten)
- 1963: Gefährliche Stunden in Dartmoor (The Break)
- 1963: Live It Up!
- 1964: Der Teufel spielt Zufall (Blind Corner)
- 1965: Be My Guest
- 1965: Die Gruft der toten Frauen (Devils of Darkness)

### Als Filmproduzent
- 1944: Hotel Reserve
- 1951: Home to Danger
- 1954: Bang! You’re Dead
- 1956: Port of Escape
- 1961: Der Mann, der den Mord vergaß (Pit of Darkness)
- 1962: Band of Thieves
- 1963: Live it Up!
- 1965: Be My Guest

### Als Drehbuchautor
- 1961: Der Mann, der den Mord vergaß (Pit of Darkness)